# Moisselles
Moisselles är en kommun i departementet Val-d'Oise i regionen Île-de-France i norra Frankrike. Kommunen ligger i kantonen Domont som tillhör arrondissementet Sarcelles. År 2022 hade Moisselles 1 259 invånare.

## Befolkningsutveckling
Antalet invånare i kommunen Moisselles
| Referens: INSEE |